# Mikołaj Niemirowicz-Szczytt (zm. 1676)
Mikołaj Niemirowicz-Szczytt herbu Jastrzębiec (zm. 1676) – rotmistrz JKM, wojski mścisławski w latach 1671–1676, poseł na sejm, elektor królów Michała Korybuta i Jana III.

## Życiorys
Był synem Krzysztofa Niemirowicza-Szczytta i jego żony Zofii z Lissowskich herbu Bończa (córki Jana), zamężnej powtórnie za Józefem Skinderem. Prawnuk marszałka hospodarskiego Mikołaja Niemirowicza-Szczytta.
Ojciec Mikołaja był dziedzicem dóbr Białe i Uroda w województwie połockim. Mikołaj miał trzech braci: 1) Jana (zm. między 1668 a 1672 rokiem), ożenionego z Anną Wałruszyńską, zmarłego bezpotomnie; 2) Aleksandra (bezżennego); i 3) Justyniana (zm. 1677) - podkomorzego połockiego, posła na sejmy, oraz dwie siostry: Annę i Halszkę.
Rotmistrz JKM. Był posłem połockim na sejm 1661 r. oraz elektorem króla Michała Korybuta (1669).
Był elektorem Jana III Sobieskiego z województwa połockiego w 1674 roku, jako deputat podpisał jego pacta conventa.
Najpóźniej w 1665 roku Mikołaj otrzymał od brata Justyniana dobra Uroda, które Justynian uzyskał w 1645 roku z cesji brata Aleksandra.
Mikołaj Niemirowicz-Szczytt poślubił Annę Łuszczykównę herbu Łukocz (zm. 1687). Anna była córką Mikołaja Łuszczyka, podczaszego mścisławskiego (1674), elektora królów Michała Korybuta i Jana III, a siostrą Benedykta Bogusława Łuszczyka, wojskiego połockiego. Małżeństwo Mikołaja Niemirowicza-Szczytta z Anną Łuszczykówną było bezdzietne.